# Garanganja
Garanganja foi a designação dada pela administração colonial portuguesa à região entre os rios Zambeze e Zaire, correspondente aproximadamente ao actual Catanga. O nome terá origem na designação de uma das línguas faladas naquela região de África.